# Emma Perodi
Emma Perodi (Cerreto Guidi, 31 gennaio 1850 – Palermo, 5 marzo 1918) è stata una giornalista e scrittrice italiana, autrice, soprattutto, di letteratura per l'infanzia.

## Biografia

Ferdinando Martini

Per molti anni c'è stata incertezza sul luogo di nascita della scrittrice, che si credeva venuta al mondo a Firenze o a Fiesole, ma negli anni ottanta del XX secolo fu rinvenuto il suo atto di battesimo, con cui si certificava che la bambina, nata alle due di notte, era stata battezzata nella parrocchia cerretese di San Leonardo il 2 febbraio 1850. Il padre, Federigo, era un ingegnere e la madre Adelaide Morelli Adimari aveva nobili origini. Il benessere economico della famiglia le permise di ricevere una buona educazione. Godette anche di una grande indipendenza. Viaggiò in gran parte dell'Italia e dell'Europa.
La sua maturazione artistica, comunque, avvenne principalmente a Firenze. Dal 1881 fu collaboratrice e poi direttrice (dal 1887) del Giornale per i bambini, che si pubblicava a Roma ed era stato fondato e inizialmente diretto da Ferdinando Martini.
La sua opera principale fu Le novelle della nonna, pubblicata fra il 1892 e il 1893, una raccolta di racconti fantastici ambientati nel Casentino, i quali, pur essendo destinati ai bambini, contengono temi inquietanti, goticheggianti, quasi horror, che sono apprezzabili appieno da lettori maturi.
Morì di polmonite a Palermo, dove aveva lavorato per circa venti anni pubblicando le sue opere presso la Casa editrice Salvatore Biondo.
Nel luglio 2018 in Casentino è stato istituito un parco letterario a lei intitolato.

## Opere
- Cuoricino ben fatto, libro di lettura per le scuole e le famiglie, illustrazioni di Enrico Mazzanti, Firenze, Felice Paggi, 1886, e successive edizioni Firenze, Roberto Bemporad e Figlio, 1891 e 1929.
- Nel canto del fuoco, l'omino di pasta, libro per la fanciullezza, illustrazioni di Enrico Mazzanti, Milano, Enrico Trevisini (Nuova biblioteca educativa ed istruttiva per le scuole; 115), 1887.
- Il Principe della Marsiliana, Milano, Fratelli Treves Editori, 1891. ( Leggi su Wikisource)
- Cuore del popolo: Libro per l'adolescenza, illustrato da Adolfo Scarselli. - Firenze : R. Paggi Edit., 1892 (Tip. Di Enrico Ariani).
- I bambini delle diverse nazioni a casa loro, con 31 vignette appositamente disegnate da Enrico Mazzanti, Firenze, Roberto Bemporad e Figlio, 1890. ( Leggi su Wikisource)
- Le novelle della nonna, fiabe fantastiche, Firenze, Salani. 1893 (nuova edizione sotto il titolo Fiabe fantastiche. Le novelle della nonna, Torino, Einaudi, 1974). ( Leggi su Wikisource)
- Cento dame romane, Bontempelli, 1895
- Roma italiana. 1870-1895, Roma, Bontempelli, 1896. ( Leggi su Wikisource)
- Ce-fu (dal diario di un marinaio italiano), illustrazioni di C. Casaltoli, Lanciano, R. Carabba, 1901.

### Traduzioni
- Wolfango Goethe, Le affinità elettive. Romanzo, Prima versione italiana di Emma Perodi e Arnaldo De Mohr, Milano, Libreria Editrice Nazionale, 1903.